# Bozas
Bozas – miejscowość i gmina we Francji, w regionie Owernia-Rodan-Alpy, w departamencie Ardèche.
Według danych na rok 1990 gminę zamieszkiwały 233 osoby, a gęstość zaludnienia wynosiła 19 osób/km² (wśród 2880 gmin regionu Rodan-Alpy Bozas plasuje się na 1395. miejscu pod względem liczby ludności, natomiast pod względem powierzchni na miejscu 958.).